# Gabriela Górzyńska
Gabriela Górzyńska (ur. 27 lutego 1956 w Bydgoszczy) – polska lekkoatletka, specjalistka biegów długodystansowych, wielokrotna mistrzyni Polski.

## Kariera
Zajęła 8. miejsce w biegu maratońskim na zawodach Przyjaźń-84 w Pradze, rozegranych dla lekkoatletów z państw, które zbojkotowały igrzyska olimpijskie w 1984 w Los Angeles. Nie ukończyła biegu podczas Pucharu Świata w maratonie w 1985 w Hiroszimie; zemdlała na 50 metrów przed metą.
Nie ukończyła biegu maratońskiego na mistrzostwach Europy w 1986 w Stuttgarcie.
Zwyciężyła w maratonie w Amsterdamie w 1989.
Była mistrzynią Polski w biegu przełajowym w 1983, w biegu na 20 kilometrów w 1984, 1985 i 1989 oraz w maratonie w 1984, wicemistrzynią w biegu przełajowym w 1980 i 1981, w biegu na 5000 metrów w 1984, w biegu na 10 000 metrów w 1985 oraz w maratonie w 1986, a także brązową medalistką w biegu przełajowym w 1979 i 1984.
Dwukrotnie ustanawiała rekordy Polski w maratonie (do 2:38:14 29 września 1985 w Berlinie).
Była zawodniczką Zawiszy Bydgoszcz.
Rekordy życiowe::
| Konkurencja           | Data i miejsce             | Wynik    |
| --------------------- | -------------------------- | -------- |
| bieg na 1500 metrów   | 18 czerwca 1977, Bydgoszcz | 4:23,5   |
| bieg na 3000 metrów   | 11 lipca 1981, Sopot       | 9:16,4   |
| bieg na 5000 metrów   | 24 czerwca 1985, Grudziądz | 16:37,37 |
| bieg na 10 000 metrów | 30 lipca 1988, Sopot       | 33:53,99 |
| bieg maratoński       | 6 kwietnia 1986, Dębno     | 2:33:24  |

Pracuje aktualnie w szkole podstawowej nr 64 w Bydgoszczy, gdzie uczy zajęć technicznych i wychowania fizycznego.